# NGC 372
NGC 372 là một ngôi sao ba nằm trong chòm sao Song Ngư. Nó được phát hiện vào ngày 12 tháng 12 năm 1876 bởi Dreyer, người mô tả nó là "sao, giữa sáng hơn nhiều, lốm đốm nhưng không được giải quyết." 